# Hr.Ms. Kortenaer (1928)
Hr.Ms. Kortenaer was een Nederlandse torpedobootjager van de Admiralenklasse, vernoemd naar de 17e-eeuwse admiraal Egbert Bartolomeusz Kortenaer. Het schip werd gebouwd door Burgerhout's Machinefabriek en Scheepswerf NV uit Rotterdam. Het werd op 3 september 1928 in dienst gesteld. De Kortenaer verging op 27 februari 1942 toen het tijdens de Slag in de Javazee door een Japanse torpedo werd getroffen en in twee stukken brak.

## Curaçao
In juni 1929 werd het schip in allerijl naar Curaçao gestuurd na de overval van de Venezolaanse opstandeling Urbina op dat eiland. Dictator Gómez van Venezuela dreigde de eilanden te bezetten en de Amerikaanse president Hoover hield Nederland verantwoordelijk voor de kaping van een Amerikaans schip. De Kortenaer werd er met een eenheid mariniers heen gestuurd om de verdediging van de kolonie op orde te brengen.

## Schade
Ru Crommelin werd op 16 januari 1942 gepromoveerd tot luitenant ter zee 1ste klasse en werd oudste officier op de Kortenaer, zes weken voordat die tijdens de Slag in de Javazee werd getorpedeerd. Luitenant-ter-zee A. Kroese was commandant.
Op 2 februari werd de Kortenaer ingedeeld bij het aanvalseskader van Schout-bij-Nacht Doorman. De Kortenaer was ingedeeld bij het eskader dat aan de Slag in de Straat Badoeng (19-20 februari) mee zou doen maar liep bij vertrek uit de haven van Tjilatjap aan de grond, waarbij zij schade aan het roer opliep en niet meeging. De Kortenaer beschikte over slechts één ketel en liep maar 25 knopen.
Op 15 februari stond de gehele bemanning (151 man) paraat om de aanval op Java te voorkomen. Twee bemanningsleden waren ziek en bleven in Soerabaja achter.

## Slag in de Javazee
Op 27 februari om 16.00 uur begon de Slag in de Javazee. Commandant was Luitenant-ter-zee 1 Antoine Kroese. De Kortenaer stoomde in open formatie achter de divisieboot Hr. Ms. Witte de With, De Nederlandse torpedobootjagers stoomden op ongeveer 1000 meter aan bakboord van de kruiserlinie, ongeveer dwars van de USS Houston. Kort na 16.00 uur kwamen de eerste meldingen binnen van vijandelijke schepen en kort daarna kwamen deze in zicht vanaf de brug. De schepen waren nog niet herkenbaar. Niet veel later werd vuur geopend door twee schepen, die later Japanse zware kruisers van de Nachi klasse bleken te zijn. De HMS Exeter en de USS Houston beantwoordden dit.
Later deden ook Japanse torpedobootjagers mee. Er hing veel rook, dus het was moeilijk te zien of de vijand getroffen werd. Om 17.00 uur bleek dat de HMS Exeter getroffen was. Er kwam veel stoom uit de schoorsteen maar zij stond niet in brand. De HMS Exeter draaide naar bakboord en de andere kruisers volgden dit voorbeeld.

## Reddingsmaatregelen en -middelen
De Kortenaer had klein-model balsahouten reddingsvlotten aan boord, elk plaats biedend aan zes man. Normaal lagen die vast aan het schip, maar in geval van nood zou er mogelijk geen tijd zijn om ze los te maken. Crommelin had voor de aanvang van de zeeslag aan onderequipagemeester Lt. Fresco om meer reddingsvlotten gevraagd; achttien vlotten werden aan dek gelegd. Met toestemming van de commandant maakten Crommelin en ir. Woltjer een constructie waarbij de vlotten zelf los zouden komen als het schip zou zinken.

## Getroffen
Voordat de Kortenaer van koers veranderde, werd zij om 17.13 uur midscheeps getroffen door een torpedo van de Japanse kruiser Haguro, afgevuurd van meer dan twintig kilometer (een record-afstand voor een torpedotreffer, ooit). Het schip kwam omhoog en viel terug, waarna het voorschip omviel. De rest van het schip richtte zich weer op en leek als een knipmes dubbelgevouwen te worden. Het voor- en achterschip waren slechts drie meter van elkaar verwijderd. De zee lag vol stookolie. Enkelen waaronder Crommelin waren op tijd in zee gesprongen. Alles ging zo snel dat er geen reddingssloepen werden gestreken. Een deel van de bemanning had een reddingsvest aan, maar Crommelin en torpedo-officier Ltz. II E.M. Hornsveld niet.

## Na het zinken
De gewone reddingssloepen gingen met de Kortenaer naar de bodem van de zee maar de constructie van de vlotten bleek te werken, 14 van de 18 kwamen bovendrijven. De drenkelingen zochten een vlot op en hesen zich erin.
De rest van het eskader was doorgestoomd en verdween uit zicht. Crommelin zwom naar een vlot waarin ook de commandant, Hornsveld, Ltz. III van Heurn, Omsd. I Gons en telegrafist Loembantobing zaten. De commandant was geheel overstuur, zodat Crommelin het commando over moest nemen. Loembantobing was niet aan dek op het moment van de explosie en had veel water en olie binnengekregen, waardoor hij veertig minuter later overleed. Zijn lichaam werd over boord gezet.
Crommelin begon de vlotten te verzamelen, in de hoop dat ze dan beter zichtbaar waren en gered konden worden. Aan boord van ieder vlot was een peddel, zodat ze naar het officiersvlot konden peddelen. Het was donker, maar er scheen een heldere maan. De slag duurde voort en hoop op redding was minimaal. Om 20.00 uur kwamen enkele Japanse schepen langs, maar die kwamen niet dichterbij. Om 22.17 uur passeerden enkele kruisers, waarbij de vlotten bijna overvaren werden. De USS Houston had een holmeslicht uitgeworpen, maar de schepen voeren door.

### Redding
Na middernacht kwam een ouderwetse, niet-Japanse jager naderbij, het bleek de HMS Encounter te zijn. Commandant van de Encounter was Lt. Cdr. Morgan. Crommelin zwom erheen, klom met een net aan boord, vertelde dat er ongeveer 30 overlevenden waren, en verzocht medische hulp voor vier gewonden. Tijdens het aan boord hijsen van zijn bemanning diende hij als tolk, niet alleen Nederlands-Engels maar ook Maleis-Engels. De commandant van de Kortenaer kreeg droge kleren en nam het commando weer in handen. Eén bemanningslid, matroos 1e klas Bastiaan Huibregt (Bas) Hagendijk uit Rotterdam, overleed onderweg. Op terugweg werden nog enkele drenkelingen opgehaald.
De terugreis naar Soerabaja verliep vlot, Hornsveld assisteerde bij de navigatie. Om 06.30 uur werd gemeerd. Het krijgen van een goed ontbijt verliep zonder problemen, maar het krijgen van nieuwe kleding liep anders. De kleding moest bewaard worden voor de inheemse militie, die eerstdaags verwacht werd. Na veel onderhandelen kreeg iedereen een kaki uniform. Ook kreeg iedereen een voorschot en zes dagen verlof.
De matroos 1e klas Bas Hagendijk werd, in aanwezigheid van de overgebleven bemanning begraven op Kembang Koening in Soerabaja.
Bij deze gelegenheid werden ook de 40 bemanningsleden, die bij de ondergang van het schip omgekomen waren, herdacht.
De commandant eindigde de plechtigheid met de woorden "Rust zacht, kameraad, in Nederlandse bodem!"
Sergeant-telegrafist Willem Vreeswijk uit Tilburg overleed op 3 maart 1942 in het Marinehospitaal te Soerabaja. Crommelin ging naar huis, en vertrok via Broome naar Engeland.

### Overlevenden
Berichten over het aantal overlevenden verschillen, volgens Crommelin waren het er 103, volgens andere berichten 90, de Britse gegevens melden 113. Hieronder bevonden zich onder andere: Giovanni Hakkenberg, MWO en Abraham de Jong.

## Verdwijning wrak

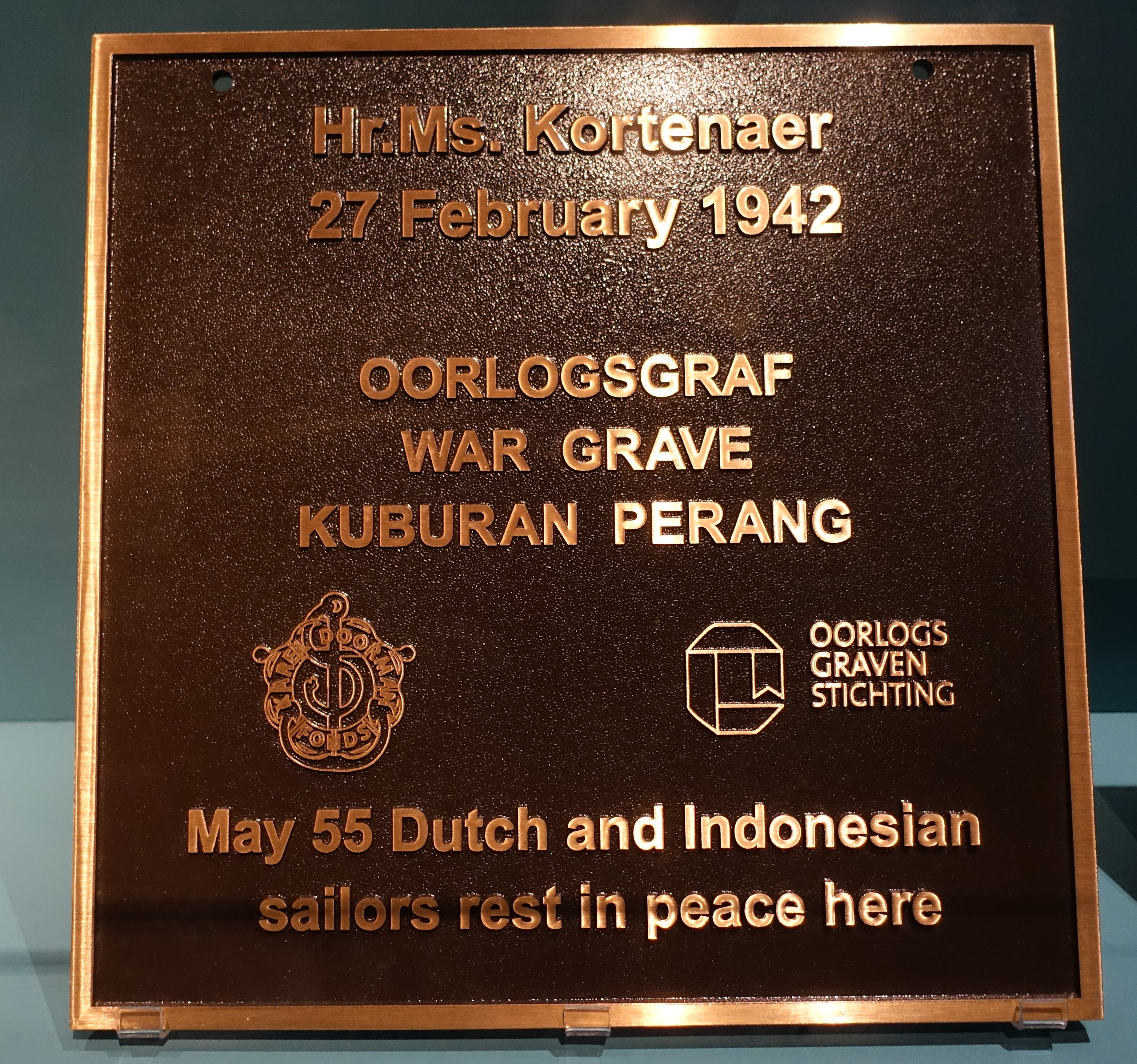
Plaquette die niet geplaatst kon worden op het oorlogsgraf

In 2002 werd het wrak door amateurduikers in de buurt van het eiland Bawean gevonden. Op 15 november 2016 werd door de Nederlandse regering bekendgemaakt dat het wrak van Hr.Ms. Kortenaer gedeeltelijk en de wrakken van Hr.Ms. de Ruyter en Hr.Ms. Java geheel lijken te zijn verdwenen van de zeebodem. Aangenomen wordt dat het wrak door een Aziatisch bergingsbedrijf is gesloopt om het ijzer te verkopen. Een herdenkingsplaquette voor het oorlogsgraf kon niet meer op het schip geplaatst worden en bevindt zich in 2017 in het Marinemuseum in Den Helder.

## Meer schepen
- Lijst van Nederlandse marineschepen in de Tweede Wereldoorlog
- Lijst van jagers bij de Koninklijke Marine
- Hr.Ms. Kortenaer, voor andere schepen met de naam Kortenaer.